# Малая Кондратовка
Малая Кондратовка (укр. Мала Кіндратівка) — село, относится к Подольскому району Одесской области Украины.
Население по переписи 2001 года составляло 296 человек. Почтовый индекс — 66372. Телефонный код — 4862. Занимает площадь 0,99 км². Код КОАТУУ — 5122986003.

## Местный совет
66371, Одесская обл., Подольский район, с. Петровка